# シュシャ県
シュシャ県（シュシャけん、アゼルバイジャン語: Şuşa rayonu）は、アゼルバイジャンの南西に位置する県。シュシャをその中心とし、下位には31の村落がある。1992年から2020年までアルツァフ共和国の実効支配地域となっていた。

## 歴史
1813年にゴレスターン条約によってロシア帝国の領土とされるまでは、ガージャール朝ペルシアの下でカラバフ・ハン国の中心地域であった。その後にはカスピ州の下でシュシャ郡が形成され、1868年からはエリザヴェトポリ県の一部となった。アゼルバイジャン・ソビエト社会主義共和国成立後には、1930年8月8日にナゴルノ・カラバフ自治州の一部としてシュシャ地区（ロシア語: Шушинский район）が設置された（これが現在のシュシャ県の原型となっている）。シュシャ地区は1963年1月4日にステパナケルト地区に編入されたが、1965年6月に再建された。
ソビエト連邦の崩壊後はナゴルノ・カラバフ戦争の舞台となり、1992年5月8日にアルメニア人側の勢力下に入った。この際、アゼルバイジャン人による歴史的建造物の多くが破壊されたという。戦争を機に事実上独立したアルツァフ共和国における行政区画、シュシー地区は、シュシャ県とその西部のラチン県の一部に重なっている。
2020年11月8日、アゼルバイジャン軍は2020年ナゴルノ・カラバフ紛争にてシュシャを奪還したと発表した。11月10日より発効した停戦協定により、11月30日正式にアゼルバイジャンへ返還された。

## 人口推移
ソビエト連邦時代、シュシャ地区の民族別人口は以下のように推移している。
- 総人口
- アルメニア人
- アゼルバイジャン人
- ロシア人